# Gremda
Gremda (arabe : ڨرمدة) est une municipalité tunisienne située à une dizaine de kilomètres au nord-ouest de Sfax, sur la route de Kairouan.
Rattachée au gouvernorat de Sfax, elle constitue une municipalité qui comptait 40 858 habitants en 2014.

## Économie
Gremda est connue pour abriter le plus grand marché d'olives du pays, très actif en décembre, lorsque la récolte bat son plein. La région de Sfax est la première région oléicole du pays car plus du tiers du millier d'huileries du pays y sont implantées.

## Culture
Sur le plan culturel, Gremda possède un centre national d'arts dramatiques et scéniques et organise chaque année un festival.

## Sport
Gremda possède un club de handball, l'Union sportive de Gremda, fondé le 23 septembre 1970, ainsi qu'une académie de football, l'Académie de foot Gremda.

## Jumelages
La ville est jumelée avec la ville française de Villefontaine, situé au Nord du département de l'Isère, avec laquelle s'est conclu un partenariat en 1994.